# Magyar Népi Szövetség
A Magyar Népi Szövetség (betűszóval MNSZ) a romániai magyarság demokratikus szervezete (1944–53).

## Megalakulás (1944) és az I. Kongresszus (1945)
Létrejötte a Magyar Dolgozók Szövetsége 1944. október 16-án Brassóban tartott országos értekezletének ama határozatához fűződik, amellyel az felvette a Magyar Népi Szövetség nevet. Ezután rövidesen csatlakoztak hozzá a szovjet katonai megszállás alatt Észak-Erdélyben létesült demokratikus magyar egyesülések is. I. Kongresszusát 1945 májusában Kolozsváron tartotta, ahol Kurkó Gyárfás megválasztott elnök "a teljes és soha meg nem bontható demokratikus népi egység" célkitűzését fogalmazta meg, a vendégként megjelent Petru Groza miniszterelnök és Luka László, az Országos Demokratikus Arcvonal főtitkára pedig bejelentette Románia új nemzetiségi politikáját "a teljes egyenjogúság normái szerint".
Az I. Kongresszus határozata "Nemzeti kívánságok" címen sürgette egy teljes magyar iskolahálózat kiépítését, magyar szakemberek bevonását a kormányzatba, hangsúlyozva azt, hogy a demokratikus kibontakozásban "íróinkra is nagy szerep vár". Ennek megfelelően a Magyar Népi Szövetség szellemét kifejező magyar lapok élén vagy azok szellemi vezetésében vállalt szerepet a kolozsvári Világosságnál Balogh Edgár, a Brassóból Sepsiszentgyörgyre költözött Népi Egységnél Szemlér Ferenc és Szabédi László, a nagyváradi Új Életnél Csehi Gyula, a marosvásárhelyi Szabad Szónál Kovács György, a Falvak Népénél Kacsó Sándor, Asztalos István, Horváth István.

## II. Kongresszus (1946)
1946. június 3–5-én a Magyar Népi Szövetség II. Kongresszusa Székelyudvarhelyen Demeter János előterjesztésében átfogó nemzetiségi törvénytervezetet fogadott el. Ősszel az önálló magyar listán több mint félmillió szavazattal 29 MNSZ-képviselő került be a bukaresti Nemzetgyűlésbe, köztük Kacsó Sándor és Kós Károly. Tevékenységének ebben a szakaszában a Magyar Népi Szövetség számos eredményt mutathatott fel egy új, demokratikus romániai magyar intézményrendszer kiépítése terén. Létrejött Kolozsváron a Bolyai Tudományegyetem, az Állami Magyar Opera, a hagyományos kolozsvári magyar színház mellé felzárkózott a marosvásárhelyi, a sepsiszentgyörgyi, a temesvári, a nagyváradi magyar színház, megindult a kolozsvári Almérnöki Intézet keretében a magyar nyelvű műszaki, a Mezőgazdasági Főiskola keretében a mezőgazdászképzés, Magyar Művészeti Intézet született s töltődött fel vidékről toborzott "népi tehetségekkel", magyar nyelvű rádióadás indult meg, bővült a fővárosi és vidéki sajtó, s egyes minisztériumokban nemzetiségi osztályok létesültek és működtek.
A Magyar Népi Szövetség népművelési osztálya a Petőfi-alap és a Petőfi-versenyek segítségével népi jellegű széles körű műkedvelő mozgalmat teremtett, irodalmi és művészeti pályázatokkal serkentette az alkotást, s a magyar jellegű szellemi értékek hivatalos megbecsülésének jeleként lendületet kapott a magyar irodalom nagyjainak és erdélyi jeleseinek kultusza (például az 1948-49-ig minden évben újra megrendezett Petőfi-ünnepségek Segesváron és Fehéregyházán). Az 1940-44 közötti észak-erdélyi magyar iskolahálózatra építve Dél-Erdélyben is számos magyar iskola létesült, megindult a tankönyvkiadás, s előkészítették a moldvai csángó-magyar iskolák létrehozását. Fellendült a műkedvelő mozgalmak irányítása, a karnagyképzés. A Magyar Népi Szövetségnek egy-egy országos akcióra sikerült mozgósítania a romániai magyarság tömegeit (ilyen segítséggel teszik a Bolyai Tudományegyetemet befogadásra alkalmassá – új szárny építésével – Kolozsváron a sétatéri De Gerando épületét, Marosvásárhelyen pedig az ide költöztetett Orvosi Fakultás – a nemsokára önálló oktatási intézménnyé váló Orvosi és Gyógyszerészeti Intézet – számára az egykori hadapródiskolát).

## III. Kongresszus (1947) és az "önfeloszlatás"
Az 1947. február 10-én Párizsban aláírt román békeszerződéssel, amely Erdély egész területét – a trianoni határokat újból szentesítve – Romániának ítélte, hamarosan változás állt be a kisebbségi kérdés hivatalos román kezelésébe. A Magyar Népi Szövetség, amelynek Százas Intézőbizottsága 1945. november 18-i marosvásárhelyi ülésén hozott határozatában teljes bizalmát nyilvánította ki a román demokrácia iránt, maga is szorítóba került. 1947 novemberében, III. Kongresszusán, Temesváron meg kellett szavaznia az önálló magyar szövetkezeti hálózat felszámolására indított román állami akciókkal szembeszegülő Kurkó Gyárfás leváltását az elnöki székből. Utóda, Kacsó Sándor elnöksége alatt pedig belül is egyre nyíltabb harc indult meg azok ellen, akik (a Magyar Népi Szövetségen belül vagy azon kívül) intézményesen remélték és kívánták egy "szocialista nemzetiség" önkormányzatát kialakítani. Hamis vádakkal ekkor tartóztatták le és ítélték el Kurkó Gyárfást, majd Balogh Edgárt, Csőgör Lajost, Demeter Jánost, Jordáky Lajost és tartották ítélet nélkül börtönben Méliusz Józsefet. Majd bekövetkezett Kacsó Sándor leváltása, félreállítása s utolsó aktusként a Magyar Népi Szövetség önfeloszlatása 1953-ban.
Eközben a sajtóban előbb az "elvtelen magyar egység" és a "klerikális reakció" ellen folyik ádáz harc, a kommunista párt által meghirdetett ideológiai jelszavak jegyében, majd következik a – már új, "demokratizált" vezetőségével is elfogadhatatlan – nagy múltú magyar kisebbségi intézmények, az EMGE, az EME, az ETI felszámolása, a Bolyai Tudományegyetem magyar állampolgárságukról le nem mondott tanárainak eltávolítása (Benedek Marcell, Benedek István, Kisléghy Nagy Dénes, László Gyula, Zolnai Béla és mások), nem sokkal utánuk az olyan tősgyökeres erdélyieké is, mint Bíró Vencel vagy György Lajos. A folyamat egyenes folytatása volt a demokrácia első szakaszában létrehozott új intézmények felszámolása: a Romániai Magyar Írók Szövetségének beolvasztása a román írószövetségbe, a Magyar Művészeti Intézet három – román-magyar tagozatos – önálló profilú művészeti főiskolává alakítása, a magyar mezőgazdasági és műszaki főiskolai oktatás likvidálása. Legvégül pedig a kommunista (ill. akkor már Román Munkás) párt sorainak megtisztítása címén azoknak a régi magyar kommunistáknak a meghurcolása, akik (mint Gaál Gábor) megpróbálták komolyan venni a párt meghirdette "sztálini nemzetiségi politika" jelszavait.

## IV. Kongresszus (1948)
A Magyar Népi Szövetség utolsó, 1949-es kiadványai már csak az 1948. december 10–12-én Kolozsváron tartott IV. Kongresszus politikai és szervezeti beszámolói, az ott elfogadott új szervezeti szabályzat és egy Teljesítsük az Állami Tervet a mezőgazdaságban is! címmel megjelentetett névtelen brosúra. A IV. Kongresszus idején a Szövetség több régi vezetője már börtönben ült. A tervteljesítésre felszólító brosúrát pedig akár a pártkiadó is megjelentethette volna.
Néhány év alatt, a kommunista hatalomátvétel első fél évtizedében, felszámolódott vagy hatástalanná vált mindaz, amit a Magyar Népi Szövetség az 1944 őszi fordulat után megvalósított vagy megvalósítani vélt. Létrejött viszont a Magyar Autonóm Tartomány, az a "kultúrgettó", amely a romániai magyarság szellemi életének és intézményeinek újabb korlátozására nyújtott keretet.

## A Magyar Népi Szövetség eredményei (1944–1947)
Az 1944 őszén indult romániai magyar sajtótermékek közül több volt rövidebb-hosszabb ideig impresszumában is megnevezetten a Magyar Népi Szövetség lapja: így kezdettől fogva (de impresszumában csak 1947-től) a kolozsvári Világosság, megjelenésének egész időtartama alatt a szatmárnémeti Egyenlőség (1946. okt. 9.-dec. 9.), a nagyváradi Magyar Nép (1946. okt. 31.-dec. 23.) és a marosvásárhelyi Népújság (1948. aug. 12.-1951. ápr. 5.); a Magyar Népi Szövetség Központi Bizottságának lapja alcímet viselte 1951-től (az 1050. számtól) a Romániai Magyar Szó; 1948. ápr. 8.-1948. aug. 10. között a marosvásárhelyi Szabad Szó a Magyar Népi Szövetség lapjaként, a székelyudvarhelyi Szabadság 1945. október 2.-1951. január 6. között a Magyar Népi Szövetség Udvarhely megyei hetilapjaként jelent meg. Szintén a Magyar Népi Szövetséghez való tartozását jelezte ("kiadja a Magyar Népi Szövetség") a Falvak Dolgozó Népe is 1945. november 18. és 1951 júliusa között.
Az 1945-1949 közötti években a Magyar Népi Szövetség saját könyvkiadó tevékenysége is számottevő volt: 1945-ben 14, 1946-ban 14, 1947-ben 6, 1948-ban 12 romániai magyar könyv viselte impresszumát, ez a szám viszont 1949-ben 3-ra csökkent, és az évben el is tűnt. Kiadványainak egy része a Szövetség életéhez kötődő politikai irodalom volt: beszámolók az egymást követő Kongresszusokról és néhány százas bizottsági ülésről, az ott elhangzott beszédek (Kurkó Gyárfás, Luka László, Groza), választási tájékoztató és propagandakiadványok (többek között az 1947-es pénzreform népszerűsítése érdekében).
A MNSZ kiadója megjelentetett szépirodalmi és közhasznú műveket magába foglaló sorozatokat is: a Dolgozó Magyar Nép Kiskönyvtárát (1948-49-ben), benne Szemlér Ferenc és Bocskói Viktor egy-egy színdarabjával, Robotos Imrének a munkás-paraszt szövetség érdekében, Jakab Antalnak a sovinizmus ellen írott brosúrájával; a Romániai Magyar Népi Szövetség Kiskönyvtárát (1945-ben Temesváron), benne Gergely Sándor, Méliusz József, Borisz Sztepanov írásaival, Vasile Luca [!] és Josip Broz Tito beszédeivel; a Falusi Asszonyok Tanácsadóját (1946-ban Kolozsváron), Deáky Loránd gyógynövénygyűjtésről, Kós Balázs baromfitenyésztésről, kender- és len-, valamint gyümölcstermesztésről, Szeghő Dénes nyúltenyésztésről, Román Viktor konyhakertészetről írott ismeretterjesztő füzeteivel, Horváth István két brosúrájával a szocialista munkáról és a földműves asszonyok művelődésének szükségességéről.
A Magyar Népi Szövetség impresszumával jelent meg Aradon Korda István Motorok éjszakája c. regénye (1945), Kolozsváron Balogh Edgárnak A Szudétáktól a Fekete-tengerig c. cikkgyűjteménye (1945) és Demeter János A nemzetiségi kérdés a Duna völgyében és a Szovjetunióban c. tanulmánya (1945), Kurkó Gyárfás két beszéde az MNSZ 1946-os székelyudvarhelyi kongresszusán (1946), Brassóban (a Természettudományi Kiskönyvtár egyetlen köteteként) Fejér Pál Az aranycsinálás útja az atombombáig c. füzete (1945), Temesváron a Bánsági Magyar Népnaptár 1946-os és 1947-es kötete mellett egy Petőfivel c. füzet, „az MNSZ ifjúságának röpirata” alcímmel, Kótay Miklós, Páll Árpád, Sin Pál és Sütő András írásaival (1947), Sepsiszentgyörgyön egy, az 1848-as magyar forradalom centenáriumi ünnepségeire kiadott füzet műsortervekkel, beszédekkel, szavalásra alkalmas versekkel, valamint Sombori Sándor Gábor Áron c. egyfelvonásosa.
A kiadványoknak ebből a futó felméréséből is kitűnik, hogy a Magyar Népi Szövetség közművelődési elképzeléseit egy szélesebb ölelésű demokratikus koncepció irányába alakította, amelyben a közhasznú ismeretterjesztésnek ugyanúgy megvolt a helye, mint az irodalmi ízlésfejlesztésnek. Ugyanakkor az évek haladtával megfogyatkozó, majd teljesen eltűnő kiadói tevékenység ebben a vonatkozásban is jelezte a Szövetség háttérbe szorítását, majd teljes mellőzését az 1947/48-as kommunista hatalomátvétel után.